# ريس داربي
ريس داربي (بالإنجليزية: Rhys Darby)‏ هو ممثل وفنان كوميدي من نيوزلندا عُرف عنه في أداء الفقرات الكوميدية الجسدية والعروض القصصية عن طريق التمثيل الصامت و تقليد الأصوات.

## جوائز
داربي رُشح لجائزة (بيلي ت) في عامي 2001 و2002 وهو أيضاً الحائز على جائزة (فريد دوغ) على هامش مهرجان نيوزلندا الكوميدي العالمي لأفضل عرض نيوزلندي.

## أعماله
بعض أعمال
| أعمال                          | الدور/الوظيفة |
| ------------------------------ | ------------- |
| المستوى التالي                 | نيجيل         |
| Jumanji: Welcome to the Jungle |               |
| قتل هاسيلهوف                   | فيش           |
| Wrecked                        | ستيف          |
| Flight of the Conchords S2     | موراي         |
| فلايت أوف ذا كونكورد           | موراي هويت    |

## روابط خارجية
- ريس داربي على موقع IMDb (الإنجليزية)
- ريس داربي على موقع ميوزك برينز (الإنجليزية)
- ريس داربي على موقع أول موفي (الإنجليزية)
- ريس داربي على موقع قاعدة بيانات الأفلام السويدية (السويدية)
- ريس داربي على موقع إن إن دي بي (الإنجليزية)
- ريس داربي على موقع ديسكوغز (الإنجليزية)
- ريس داربي على موقع قاعدة بيانات الفيلم (الإنجليزية)